# Noyant-et-Aconin
Pour les articles homonymes, voir Noyant (homonymie).
Noyant-et-Aconin est une ancienne commune française située dans le département de l'Aisne, en région Hauts-de-France.
La commune, à la suite de décisions du conseil municipal et par arrêté préfectoral du 29 septembre 2022, devient le chef-lieu et une commune déléguée de la commune nouvelle de Bernoy-le-Château au 1er janvier 2023.

## Géographie

### Description

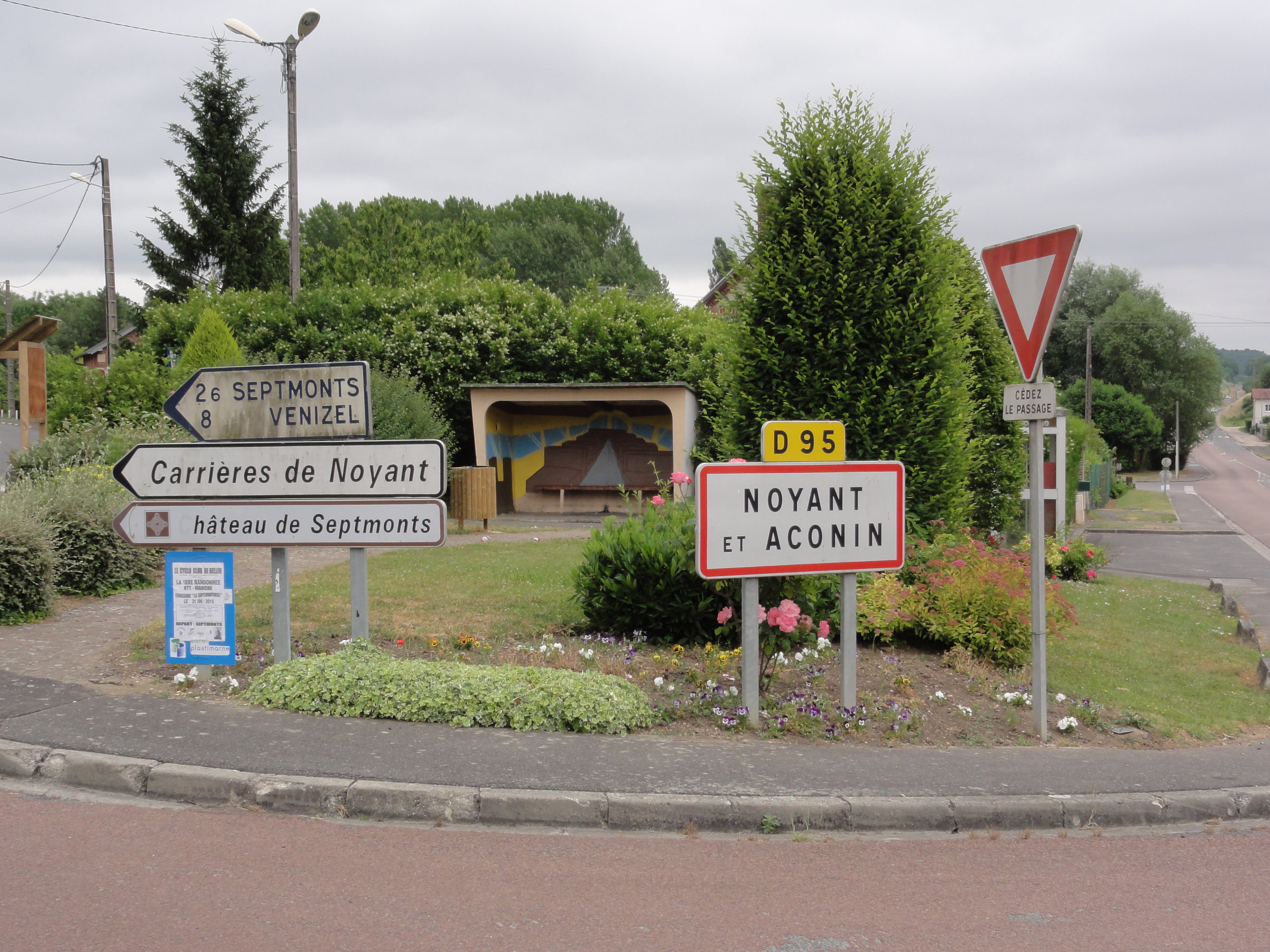
Entrée de Noyant-et-Aconin.

Noyant-et-Aconin est un village rural picard du Soissonnais situé 5 km au sud de Soissons, 33 km au nord de Château-Thierry 50 km à l'ouest de Reims.
Il est desservi par la RD 1 qui relie Soissons à Château-Thierry, dont la tracé constitue une déviation à grand gabarit de la route historique reliant ces villes, et est traversé par la ligne de La Plaine à Hirson et Anor (frontière) dont la station la plus proche est la gare de Soissons desservie par des trains TER Hauts-de-France, express et omnibus, qui effectuent des missions entre les gares : de Crépy-en-Valois et de Laon ; de Paris-Nord et de Laon.

### Hydrographie

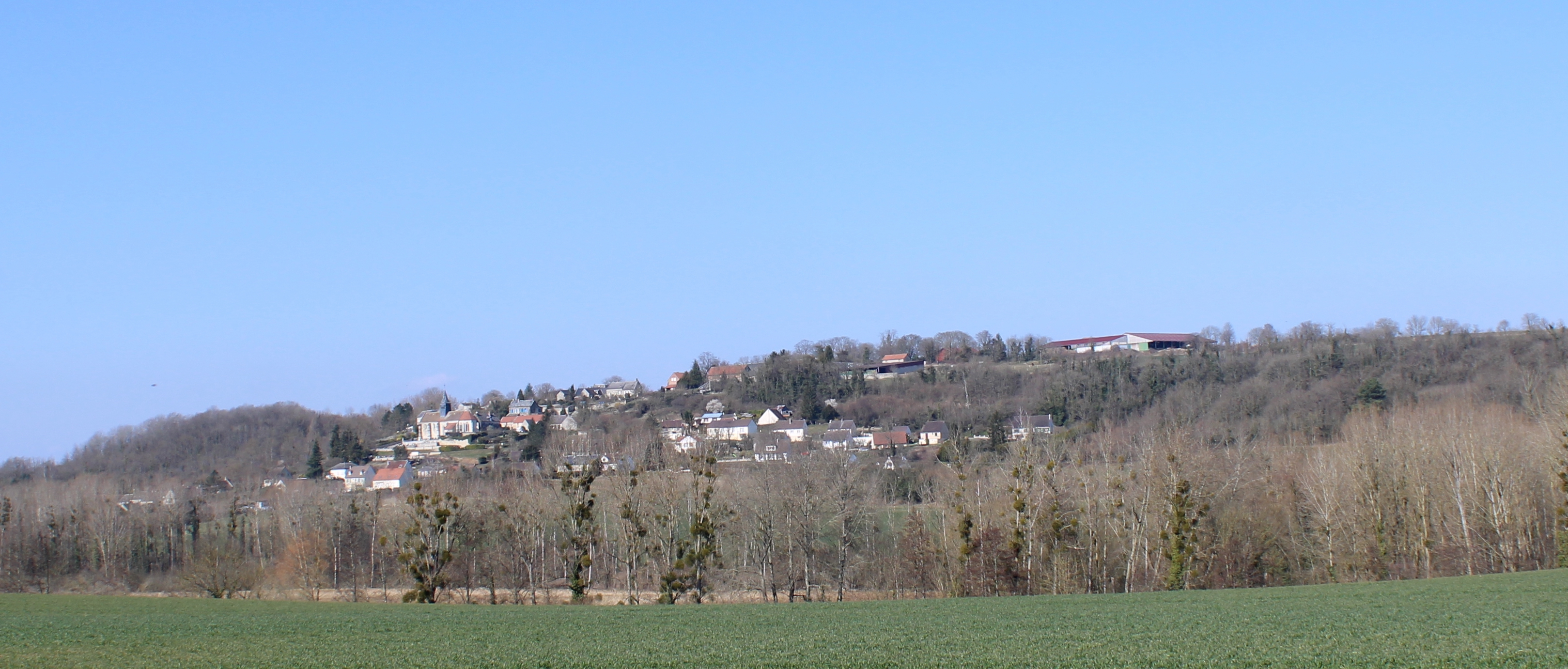
Panorama du village depuis les hauteurs de Rozières-sur-Crise

La commune est drainée par Le Ru de Buzancy et le ruisseau de Visigneux, qui confluent dans la Crise. Celle-ci est un affluent de l'Aisne, et donc un sous-affluent de la Seine par l'Oise (rivière).
Le hameau d'Aconin est traversé par un ruisseau Le Visigneux qui prend sa source sur le territoire de Villemontoire, passe au bas de Berzy-le-Sec, et, en 1871, alimente deux moulins à blé et une sucrerie dans son cours de 4,6 km avant de se jeter dans la Crise à Noyant. (Auguste Matton, 1871)

### Climat
Pour des articles plus généraux, voir Climat des Hauts-de-France et Climat de l'Aisne.
En 2010, le climat de la commune est de type climat océanique dégradé des plaines du Centre et du Nord, selon une étude du CNRS s'appuyant sur une série de données couvrant la période 1971-2000. En 2020, Météo-France publie une typologie des climats de la France métropolitaine dans laquelle la commune est exposée à un climat océanique altéré et est dans la région climatique Nord-est du bassin Parisien, caractérisée par un ensoleillement médiocre, une pluviométrie moyenne régulièrement répartie au cours de l’année et un hiver froid (3 °C).
Pour la période 1971-2000, la température annuelle moyenne est de 10,5 °C, avec une amplitude thermique annuelle de 15 °C. Le cumul annuel moyen de précipitations est de 707 mm, avec 12,1 jours de précipitations en janvier et 9 jours en juillet. Pour la période 1991-2020, la température moyenne annuelle observée sur la station météorologique la plus proche, située sur la commune de Braine à 14 km à vol d'oiseau, est de 11,3 °C et le cumul annuel moyen de précipitations est de 662,7 mm,. Pour l'avenir, les paramètres climatiques de la commune estimés pour 2050 selon différents scénarios d'émission de gaz à effet de serre sont consultables sur un site dédié publié par Météo-France en novembre 2022.

## Urbanisme

### Typologie
Noyant-et-Aconin est une commune rurale,. Elle fait en effet partie des communes peu ou très peu denses, au sens de la grille communale de densité de l'Insee,.
Par ailleurs la commune fait partie de l'aire d'attraction de Soissons, dont elle est une commune de la couronne. Cette aire, qui regroupe 93 communes, est catégorisée dans les aires de 50 000 à moins de 200 000 habitants,.

### Occupation des sols
L'occupation des sols de la commune, telle qu'elle ressort de la base de données européenne d’occupation biophysique des sols Corine Land Cover (CLC), est marquée par l'importance des territoires agricoles (82,1 % en 2018), une proportion identique à celle de 1990 (82,1 %). La répartition détaillée en 2018 est la suivante : 
terres arables (72,6 %), forêts (9,6 %), zones urbanisées (8,3 %), zones agricoles hétérogènes (4,9 %), prairies (4,6 %).
L'évolution de l’occupation des sols de la commune et de ses infrastructures peut être observée sur les différentes représentations cartographiques du territoire : la carte de Cassini (XVIIIe siècle), la carte d'état-major (1820-1866) et les cartes ou photos aériennes de l'IGN pour la période actuelle (1950 à aujourd'hui).

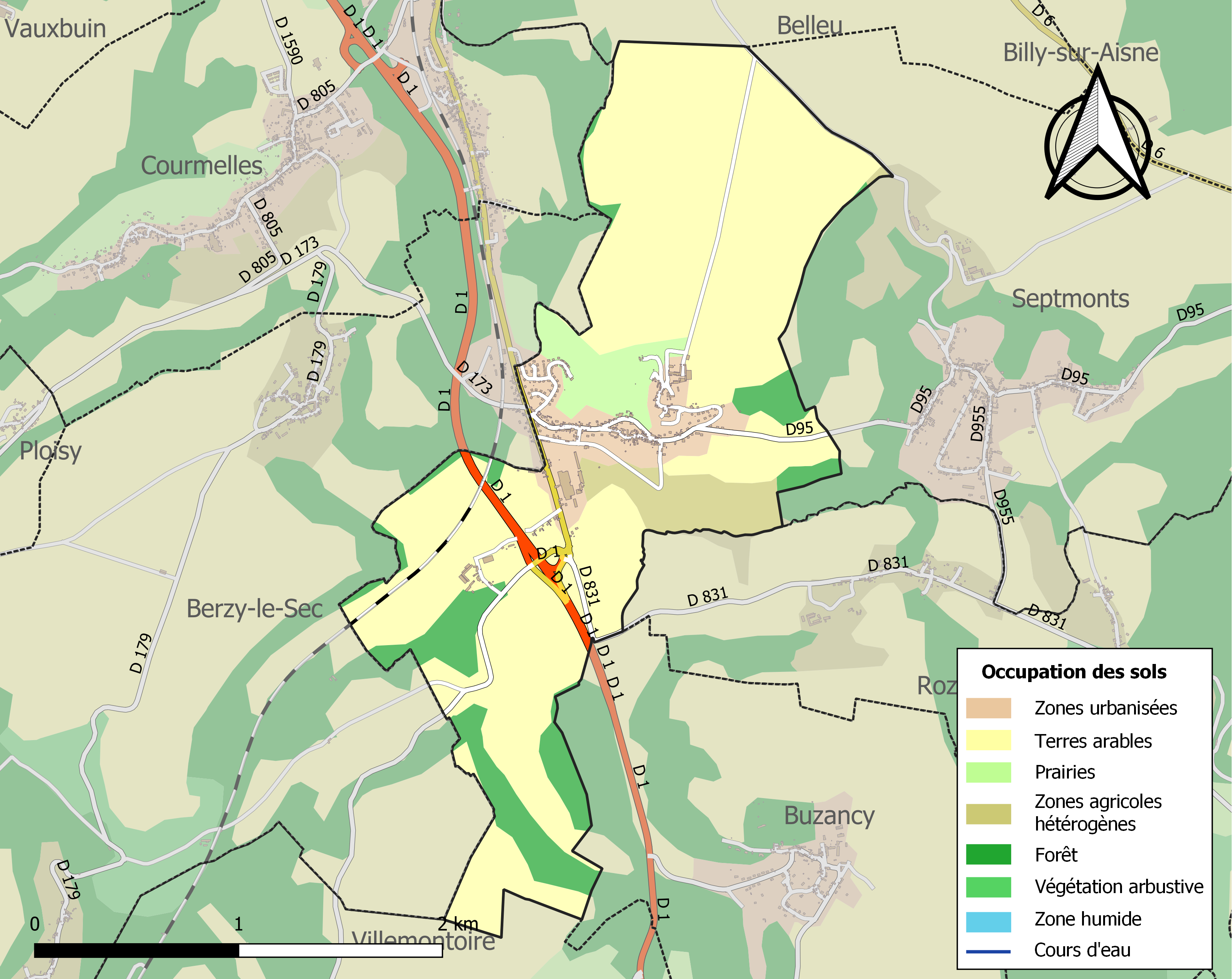
Carte de l'occupation des sols de la commune en 2018 (CLC).

## Toponymie

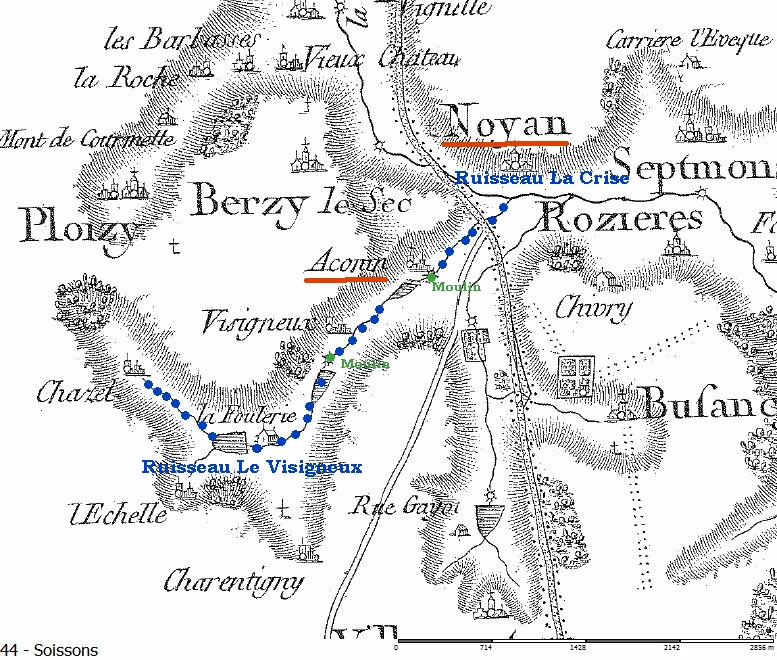
Carte de Cassini du secteur (vers 1750).

Le nom de la localité est attesté pour la première fois en 1297 sous la forme de Noiant puis Noyan, Noian, Noyan sur la carte de Cassini vers 1750 puis l'orthographe actuelle Noyant au XIXe siècle.
Le nom du hameau Aconin apparaît pour la première fois en 1143 sous l'appellation latine de Aconium dans un cartulaire de l'abbaye de Saint-Crépin-le-Grand de Soissons. L'orthographe variera encore ensuite :  Acconi, villa de Aconi, Aconnin, Asconnin en 1406.
et enfin l'appellation actuelle vers 1750 sur la carte de Cassini 

## Histoire
Le village a été desservi par la ligne  de chemin de fer secondaire Soissons - Oulchy-Brémy de la compagnie des chemins de fer départementaux de l'Aisne puis de la compagnie des chemins de fer secondaires du Nord-Est de 1907 à 1948.
Première Guerre mondiale
Le village a  été décoré de la Croix de guerre 1914-1918, le 21 octobre 1921.

## Politique et administration

### Rattachements administratifs et électoraux
Rattachements administratifs
La commune se trouve dans l'arrondissement de Soissons du département de l'Aisne.
Elle faisait partie de 1793 à 1973 du canton de Soissons, année où elle est rattachée au canton de Soissons-Sud. Dans le cadre du redécoupage cantonal de 2014 en France, cette circonscription administrative territoriale a disparu, et le canton n'est plus qu'une circonscription électorale.
Rattachements électoraux
Pour les élections départementales, la commune fait partie depuis 2014 du canton de Soissons-2
Pour l'élection des députés, elle fait partie de la quatrième circonscription de l'Aisne.

### Intercommunalité
Noyant-et-Aconin est membre de la communauté d'agglomération dénommée GrandSoissons Agglomération, un établissement public de coopération intercommunale (EPCI) à fiscalité propre créé fin 1999 et auquel la commune a transféré un certain nombre de ses compétences, dans les conditions déterminées par le code général des collectivités territoriales.
Cette communauté d'agglomération est par ailleurs membre d'autres groupements intercommunaux

### Fusion de communes
Les municipalités de Berzy-le-Sec et de Noyant-et-Aconin envisagent en 2021 la fusion de leurs collectivités, sous le statut de commune nouvelle,,

### Liste des maires

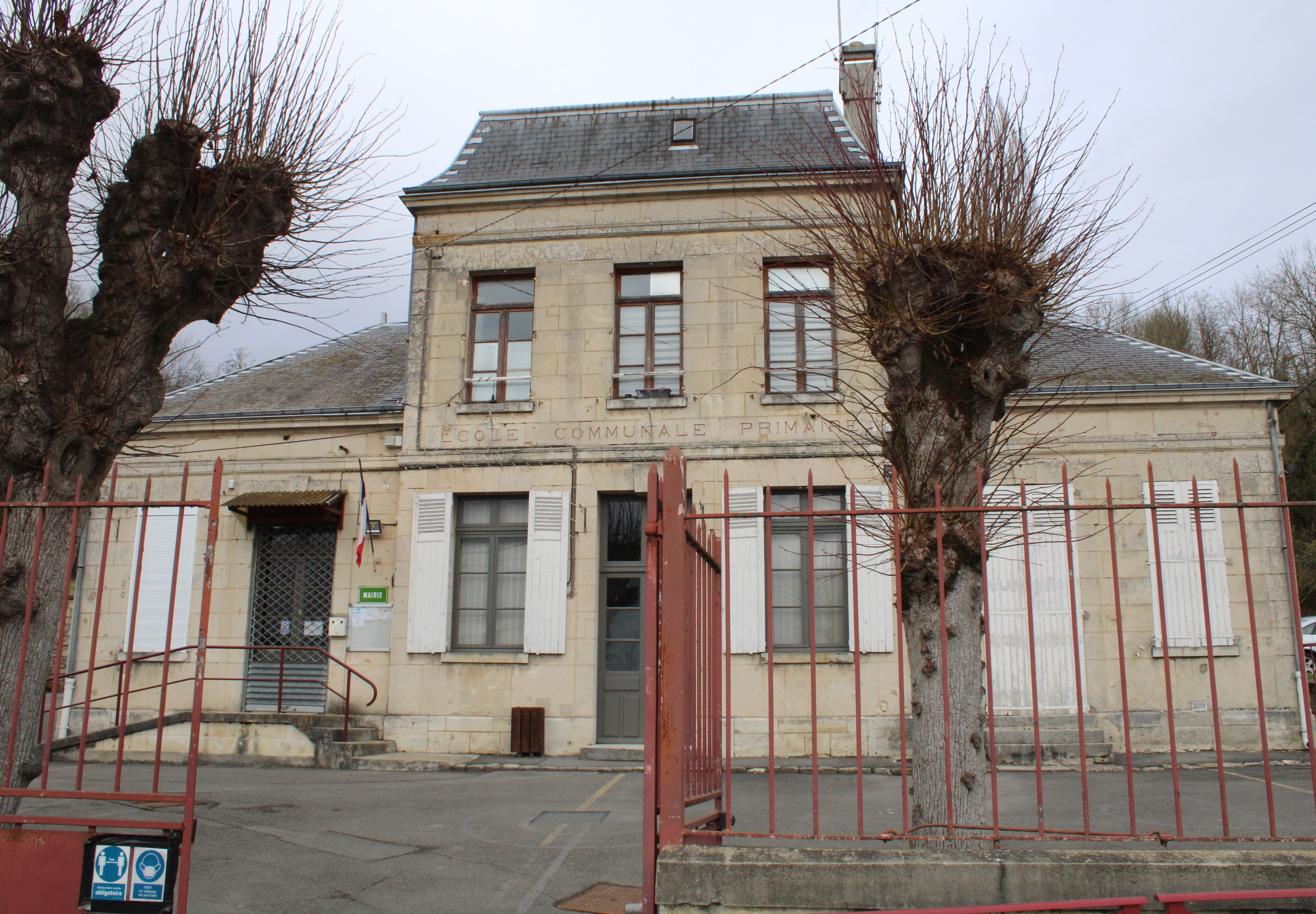
La mairie.

| Période                                  | Période       | Identité          | Étiquette | Qualité                                                                                                  |
| ---------------------------------------- | ------------- | ----------------- | --------- | --- |
| Les données manquantes sont à compléter. |               |                   |           | |
| mars 1977                                | mars 2008     | Bernard Bataillon | PCF       | |
| mars 2008                                | 2014          | Claude Champy     | SE        | |
| 2014                                     | décembre 2022 | Philippe Deram    | DVD       | Commerçant Vice-président de la CA GrandSoissons Agglomération (2020 → ) Réélu pour le mandat 2020-2026, |

### Liste des maires délégués
| Période          | Période  | Identité       | Étiquette | Qualité                                                                  |
| ---------------- | -------- | -------------- | --------- | ------------------------------------------------------------------------ |
| 1er janvier 2023 | En cours | Philippe Deram | DVD       | Commerçant Vice-président de la CA GrandSoissons Agglomération (2020 → ) |

## Démographie

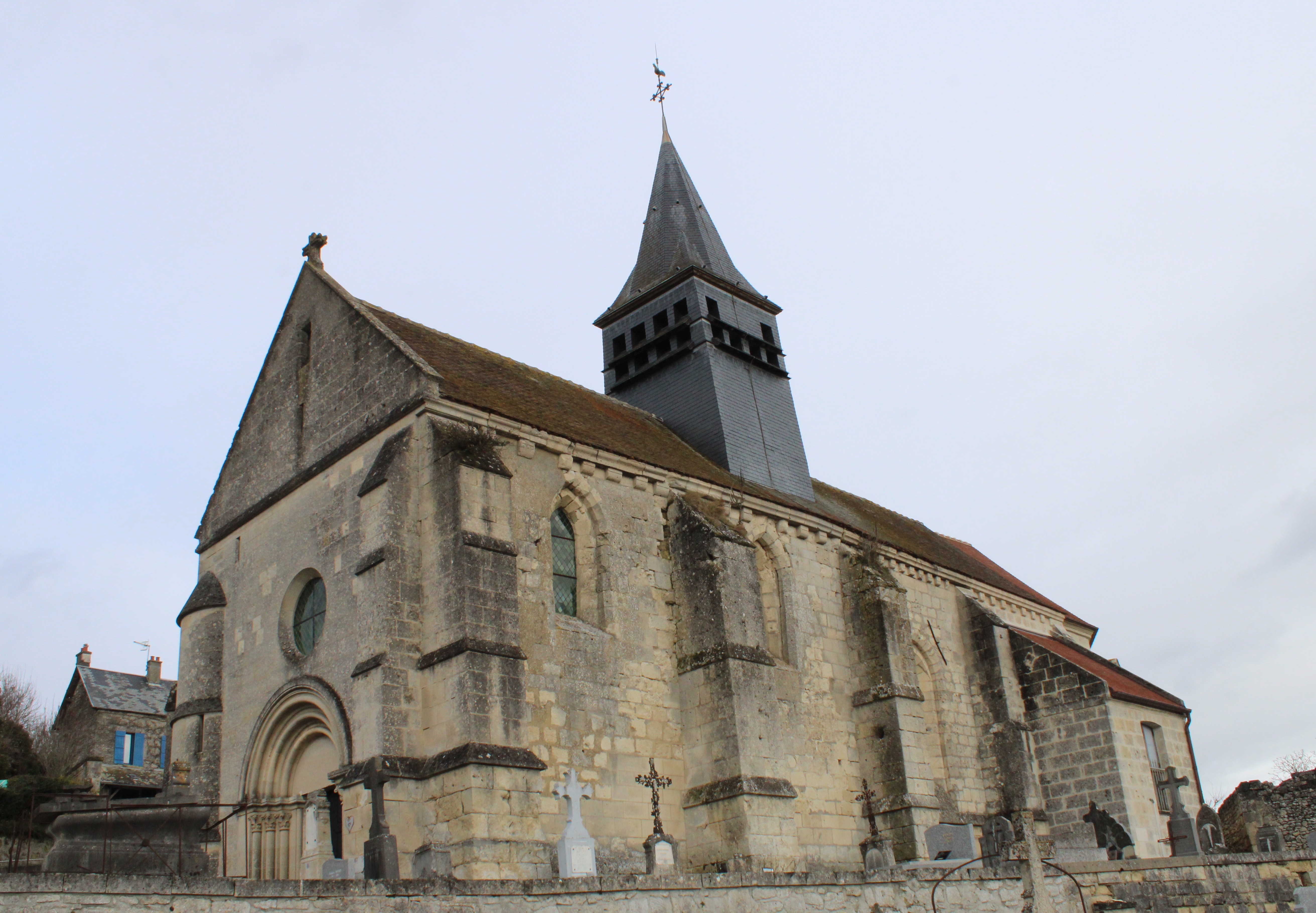
Vue de l'église.

L'évolution du nombre d'habitants est connue à travers les recensements de la population effectués dans la commune depuis 1793. Pour les communes de moins de 10 000 habitants, une enquête de recensement portant sur toute la population est réalisée tous les cinq ans, les populations de référence des années intermédiaires étant quant à elles estimées par interpolation ou extrapolation. Pour la commune, le premier recensement exhaustif entrant dans le cadre du nouveau dispositif a été réalisé en 2007.

En 2022, la commune comptait 474 habitants, en évolution de −5,77 % par rapport à 2016 (Aisne : −1,97 %, France hors Mayotte : +2,11 %).
| 1793 | 1800 | 1806 | 1821 | 1831 | 1836 | 1841 | 1846 | 1851 |
| ---- | ---- | ---- | ---- | ---- | ---- | ---- | ---- | ---- |
| 209  | 209  | 205  | 176  | 196  | 200  | 217  | 215  | 228  |

| 1856 | 1861 | 1866 | 1872 | 1876 | 1881 | 1886 | 1891 | 1896 |
| ---- | ---- | ---- | ---- | ---- | ---- | ---- | ---- | ---- |
| 203  | 284  | 258  | 282  | 277  | 250  | 252  | 292  | 269  |

| 1901 | 1906 | 1911 | 1921 | 1926 | 1931 | 1936 | 1946 | 1954 |
| ---- | ---- | ---- | ---- | ---- | ---- | ---- | ---- | ---- |
| 230  | 272  | 263  | 294  | 371  | 360  | 322  | 337  | 298  |

| 1962 | 1968 | 1975 | 1982 | 1990 | 1999 | 2006 | 2007 | 2012 |
| ---- | ---- | ---- | ---- | ---- | ---- | ---- | ---- | ---- |
| 321  | 367  | 368  | 445  | 481  | 461  | 465  | 465  | 499  |

| 2017 | 2022 | - | - | - | - | - | - | - |
| ---- | ---- | - | - | - | - | - | - | - |
| 502  | 474  | - | - | - | - | - | - | - |

## Lieux et monuments

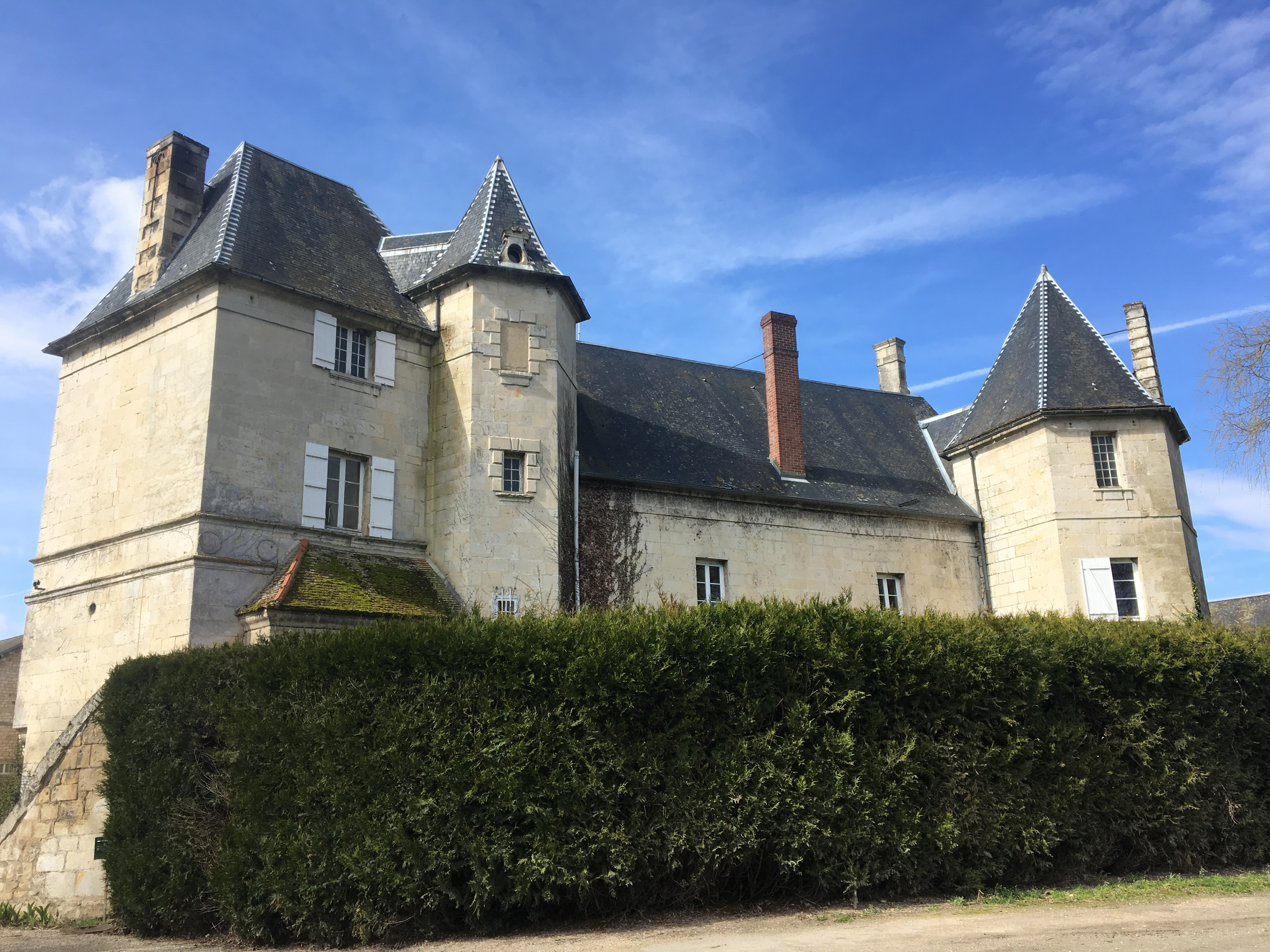
Château d'Aconin.

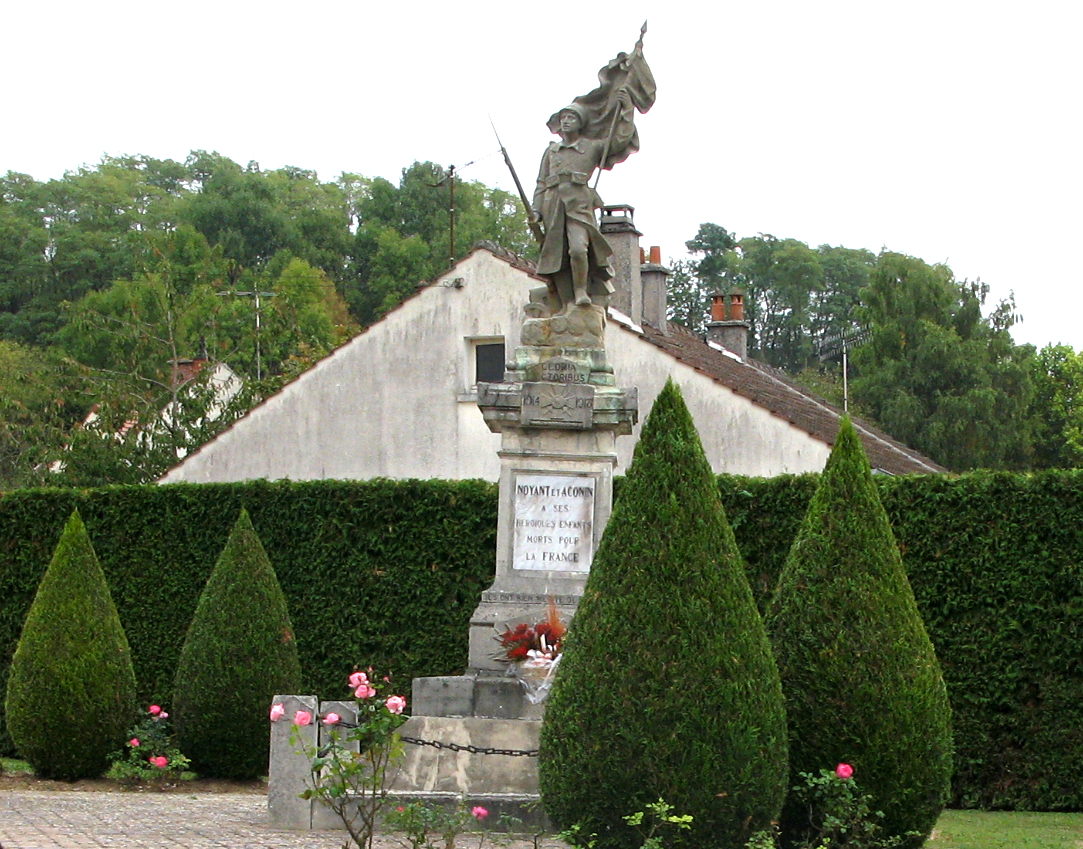
Le monument aux morts.

- Église Notre-Dame de Noyant-et-Aconin : église du XIIIe siècle classée au titre des monuments historiques en 1921.
- Monument aux morts : dressé à une bifurcation en patte d'oie, il est (selon son état constaté à l'automne 2009) légèrement incliné vers la droite. Cette impression de déséquilibre est renforcée par le fait qu'il est surmonté par la statue d'un poilu tenant le drapeau, bras gauche levé (et non compensée par le fusil équipé de sa baïonnette, tenu plus bas dans la main droite). La face antérieure porte, de haut en bas, les inscriptions : « Gloria victoribus - 1914-1918 - Noyant-et-Aconin à ses héroïques enfants morts pour la France - Ils ont bien mérité de la patrie.  »
- Château d'Aconin
- Lavoir[33].